# Liste des bourdons de France
 (février 2024).
Si vous disposez d'ouvrages ou d'articles de référence ou si vous connaissez des sites web de qualité traitant du thème abordé ici, merci de compléter l'article en donnant les références utiles à sa vérifiabilité et en les liant à la section « Notes et références ».
En campanologie, un bourdon est une grosse cloche pesant en général plusieurs tonnes. Cet article recense les bourdons de France, en particulier les cloches sonnant dans l'octave 2.
Le nombre de cloches présentes dans les clochers d'églises, chapelles et temples ou dans des édifices laïcs, en France, est estimé à 160 000. Chaque cloche est unique car le moule utilisé pour la coulée est brisé lors du démoulage d'une part, et d'autre part, chaque cloche possède un décor et des inscriptions qui lui sont propres. On estime qu'il existe encore près de 9 000 cloches antérieures à la Révolution française ; 7 436 d'entre elles sont classées ou inscrites aux monuments historiques.

## Liste des bourdons existants, classés par ordre décroissant de la masse

### Bourdons de plus de9 tonnes
| Nom                                                                     | Édifice                  | Lieu  | Poids en kg | Note (éventuelle justesse en 16e de ton) | Date | Fondeur                                                                                           |
| ----------------------------------------------------------------------- | ------------------------ | ----- | ----------- | ---------------------------------------- | ---- | ------------------------------------------------------------------------------------------------- |
| La Savoyarde (Françoise Marguerite du Sacré Coeur de Jésus) · Classé MH | Basilique du Sacré-Cœur  | Paris | +18 835,    | do 2                                     | 1891 | Paccard Sevrier (Haute-Savoie)                                                                    |
| Emmanuel · Classé MH                                                    | Cathédrale Notre-Dame    | Paris | +13 270,    | fa 2                                     | 1686 | Jean Gillot, Nicolas Chapelle, François Moreau et Florentin Le Guay Faubourg Saint-Marcel (Paris) |
| Charlotte · Classé MH                                                   | Cathédrale Notre-Dame    | Reims | +10 640,    | fa 2                                     | 1570 | Pierre Deschamps                                                                                  |
| Savinienne · Classé MH                                                  | Cathédrale Saint-Étienne | Sens  | +09 620,    | ré 2                                     | 1560 | Gaspard Mongin Viard                                                                              |
| Jeanne d'Arc                                                            | Cathédrale Notre-Dame    | Rouen | +09 600,    | fa 2                                     | 1959 | Paccard Sevrier (Haute-Savoie)                                                                    |

### Bourdons de7 à 9 tonnes
| Nom                             | Édifice                          | Lieu        | Poids en kg      | Note (éventuelle justesse en 16e de ton) | Date | Fondeur                                                                    |
| ------------------------------- | -------------------------------- | ----------- | ---------------- | ---------------------------------------- | ---- | -------------------------------------------------------------------------- |
| Totenglocke · Classé MH         | Cathédrale Notre-Dame            | Strasbourg  | +08 900,         | la 2                                     | 1427 | Hans Gremp Strasbourg (Bas-Rhin)                                           |
| Thérèse Protectrice des Peuples | Basilique Sainte-Thérèse         | Lisieux     | +08 800,         | fa 2                                     | 1948 | Paccard Sevrier (Haute-Savoie)                                             |
| La Mutte · Classé MH            | Cathédrale Saint-Étienne         | Metz        | +08 500,         | fa 2                                     | 1605 | Jean Dubois (dit Mable), Melchior Sonnois, Nicolas Hutinet et Jean Voitier |
| Ferdinand André II              | Tour Pey-Berland                 | Bordeaux    | +08 350,         | fa 2                                     | 1869 | Ernest-Sylvain Bollée Le Mans (Sarthe)                                     |
| Marie Joséphine                 | Basilique Notre-Dame-de-la-Garde | Marseille   | +08 234,         | mi 2                                     | 1845 | Gédéon Morel Lyon (Rhône)                                                  |
| Charles Marie                   | Église Sainte-Croix              | Nantes      | +08 096,         | fa 2                                     | 1843 | Bollée Frères Le Mans (Sarthe)                                             |
| Godefroy                        | Cathédrale Saint-Pierre          | Rennes      | +07 938,         | fa 2                                     | 1867 | Bollée Frères Le Mans (Sarthe)                                             |
| Grosse cloche · Classé MH       | Porte Saint-Éloi                 | Bordeaux    | +07 800,         | fa 2                                     | 1775 | Turmeau Bordeaux (Gironde)                                                 |
| Anne Marie · Classé MH          | Primatiale Saint-Jean            | Lyon        | +07 700,         | la 2                                     | 1622 | Pierre Recordon Lyon (Rhône)                                               |
| Potentienne · Classé MH         | Cathédrale Saint-Étienne         | Sens        | +07 680,         | fa 2 + 12⁄16                             | 1560 | Gaspard Mongin Viard                                                       |
| Marie                           | Cathédrale Notre-Dame            | Reims       | +07 413,         | sol2                                     | 1849 | Bollée Frères Le Mans (Sarthe)                                             |
| La voix de Dieu dans sa force   | Basilique Saint-Nicolas          | Nantes      | +07 270,         | mi 2                                     | 1882 | Fonderie Astier Nantes (Loire-Atlantique)                                  |
| Louise · Classé MH              | Basilique Saint-Denis            | Saint-Denis | +07 200, environ | sol2                                     | 1758 | Desprez, Gaudiveau & Brocard                                               |

### Bourdons de6 à 7 tonnes
| Nom                                      | Édifice                           | Lieu                        | Poids en kg | Note (éventuelle justesse en 16e de ton) | Date | Fondeur                                         |
| ---------------------------------------- | --------------------------------- | --------------------------- | ----------- | ---------------------------------------- | ---- | ----------------------------------------------- |
| Marie Alphonse                           | Cathédrale Saint-Bénigne          | Dijon                       | +06 800,    | fa 2                                     | 1862 | Gédéon Morel (Lyon)                             |
| Sainte Marie · Classé MH                 | Cathédrale Sainte-Marie           | Auch                        | +06 750,    | mi 2                                     | 1853 | Gédéon Morel (Lyon)                             |
| Maurice                                  | Cathédrale Saint Maurice          | Angers                      | +06 600,    | sol 2                                    | 1832 | Guillaume et Besson                             |
| Aubert                                   | Basilique Saint-Gervais           | Avranches                   | +06 454,    | sol 2                                    | 1899 | Bollée (Le Mans)                                |
| Saint-Étienne                            | Église Saint-Étienne              | Mulhouse                    | +06 334,    | sol 2                                    | 2009 | Cornille-Havard à Villedieu-les-Poêles (Manche) |
| Maria de Domnis                          | Cathédrale Notre-Dame-des-Doms    | Avignon                     | +06 301,    | sol 2                                    | 1848 | Pierre Pierron (Avignon)                        |
| Marie de Brebières                       | Basilique Notre-Dame de Brebières | Albert (Somme)              | +06 300,    | −                                        | 1934 | Wauthy à Sin-le-Noble (Nord)                    |
| Blanche-Marie-Daniel                     | Cathédrale de la Sainte-Trinité   | Laval                       | +06 250,    | sol 2                                    | 1860 | Bollée (Le Mans)                                |
| Julien                                   | Cathédrale Saint-Julien           | Le Mans                     | +06 243,    | fa 2                                     | 1859 | Bollée                                          |
| Sainte-Marie                             | Cathédrale Notre-Dame             | Chartres                    | +06 200,    | fa 2                                     | 1840 | Cavillier frères à Carrépuis (Somme)            |
| La Salésienne                            | Église Notre-Dame-de-Liesse       | Annecy                      | +06 200,    | sol 2                                    | 1878 | G&F Paccard à Sevrier (Haute-Savoie)            |
| Sainte Marie                             | Cathédrale Notre-Dame             | Chartres                    | +06 200,    | fa 2                                     | 1840 | Cavillier frères à Carrépuis (Somme)            |
| Marie Henriette Amerique France Victoire |                                   | Soissons                    | +06 168,    | sol 2                                    | 1924 | Bollée (Orléans)                                |
| Thérèse                                  | Église Saint-Sulpice              | Paris                       | +06 100,    | fa 2                                     | 1824 | Osmond (Paris)                                  |
| Guillaume-Étienne                        | Cathédrale Saint-Étienne          | Bourges                     | +06 080,    | fa 2                                     | 1842 | Cornevin                                        |
| Marie                                    | Cathédrale Notre-Dame             | Paris                       | +06 023,    | sol 2                                    | 2012 | Royal Eijsbouts à Asten (Pays-Bas)              |
| Bourdon                                  | Cathédrale Sainte-Marie-Majeure   | Marseille                   | +06 000,    | la 2                                     | 1901 | Burdin-Ainé (Lyon)                              |
| Gros Léon                                | Basilique Notre-Dame              | Bonsecours (Seine-Maritime) | +06 000,    | la 2                                     | 1892 | Fondu à Sin-le-Noble (Nord)                     |
| Marie                                    | Cathédrale Notre-Dame             | Évreux                      | +06 000,    | sol 2                                    | 1967 | Cornille-Havard à Villedieu-les-Poêles (Manche) |
| Sainte-Jeanne d'Arc (Jeanne d'Arc)       | Cathédrale Sainte-Croix           | Orléans                     | +06 000,    | sol 2                                    | 2012 | Paccard à Sevrier (Haute-Savoie)                |
| Joséphine                                | Basilique Saint-Régis             | Lalouvesc (Ardèche)         | +06 000,    | sol 2                                    | 1875 | Gulliet Père & Fils (Lyon)                      |
| Bourdon                                  | Abbatiale Saint-Nabor             | Saint-Avold (Moselle)       | +06 000,    | sol 2                                    | 1920 | Fonderie Paccard à Sevrier (Haute-Savoie)       |
| Marguerite-Marie                         | Basilique du Sacré-Cœur           | Nancy                       | +06 000,    | sol 2                                    | 1805 | Jules Robert (Nancy)                            |
| Cécile                                   | Église Saint-Jacques              | Pau                         | +06 000,    | la 2                                     | 1880 | Bollée (Le Mans)                                |

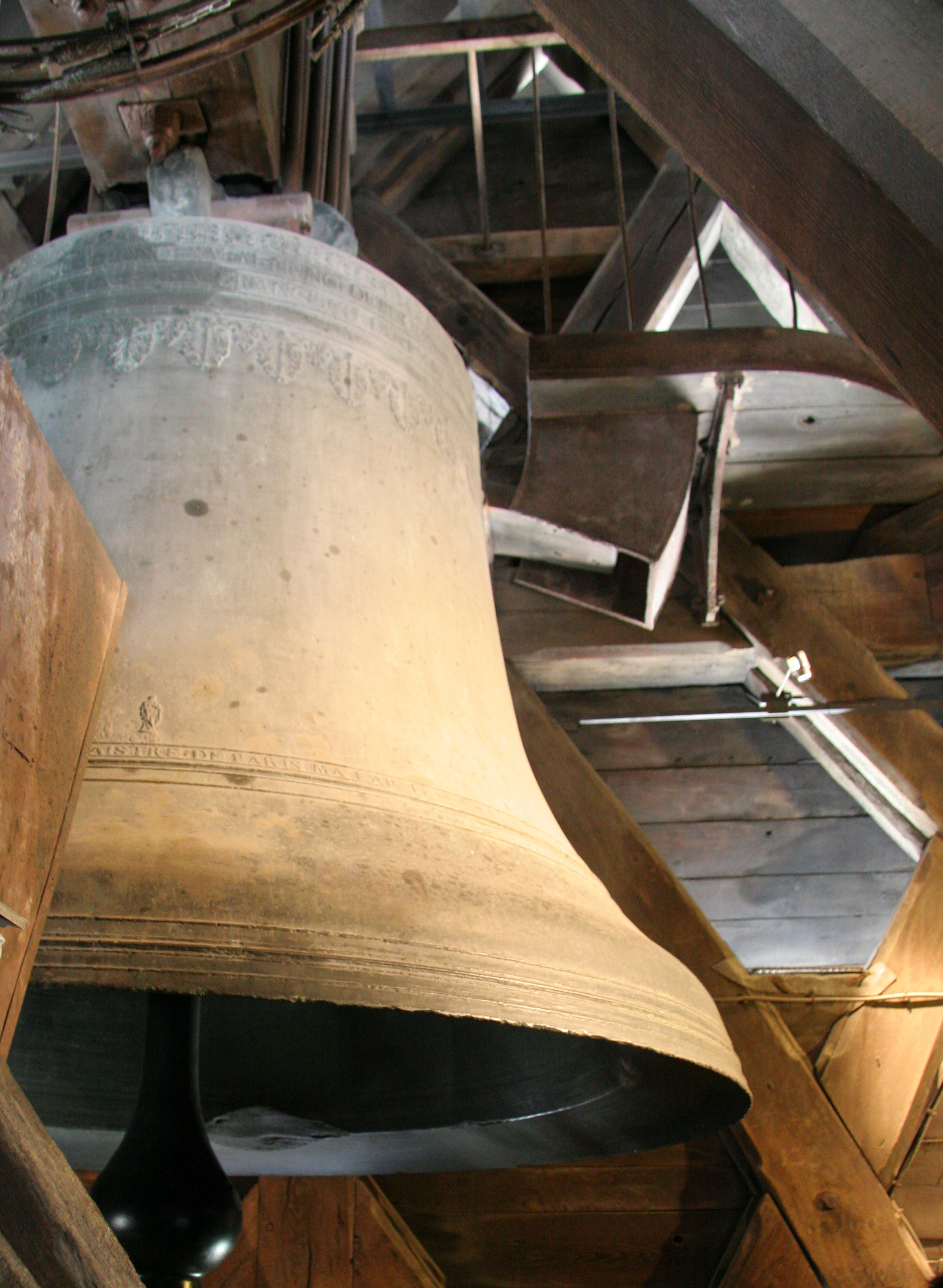
Emmanuel, le grand bourdon de la cathédrale Notre-Dame de Paris.
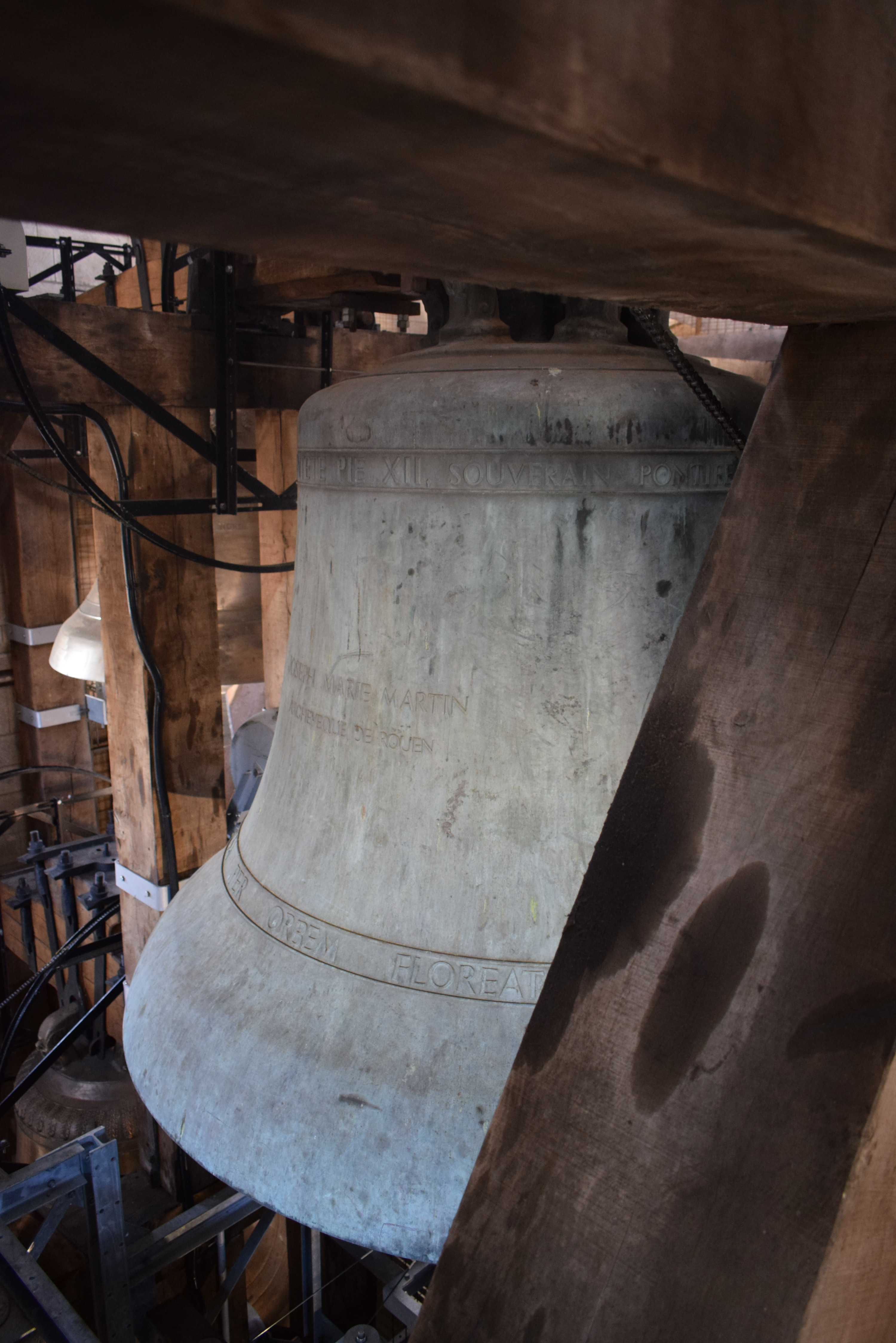
la Jeanne d'Arc, bourdon de la cathédrale Notre-Dame de Rouen.
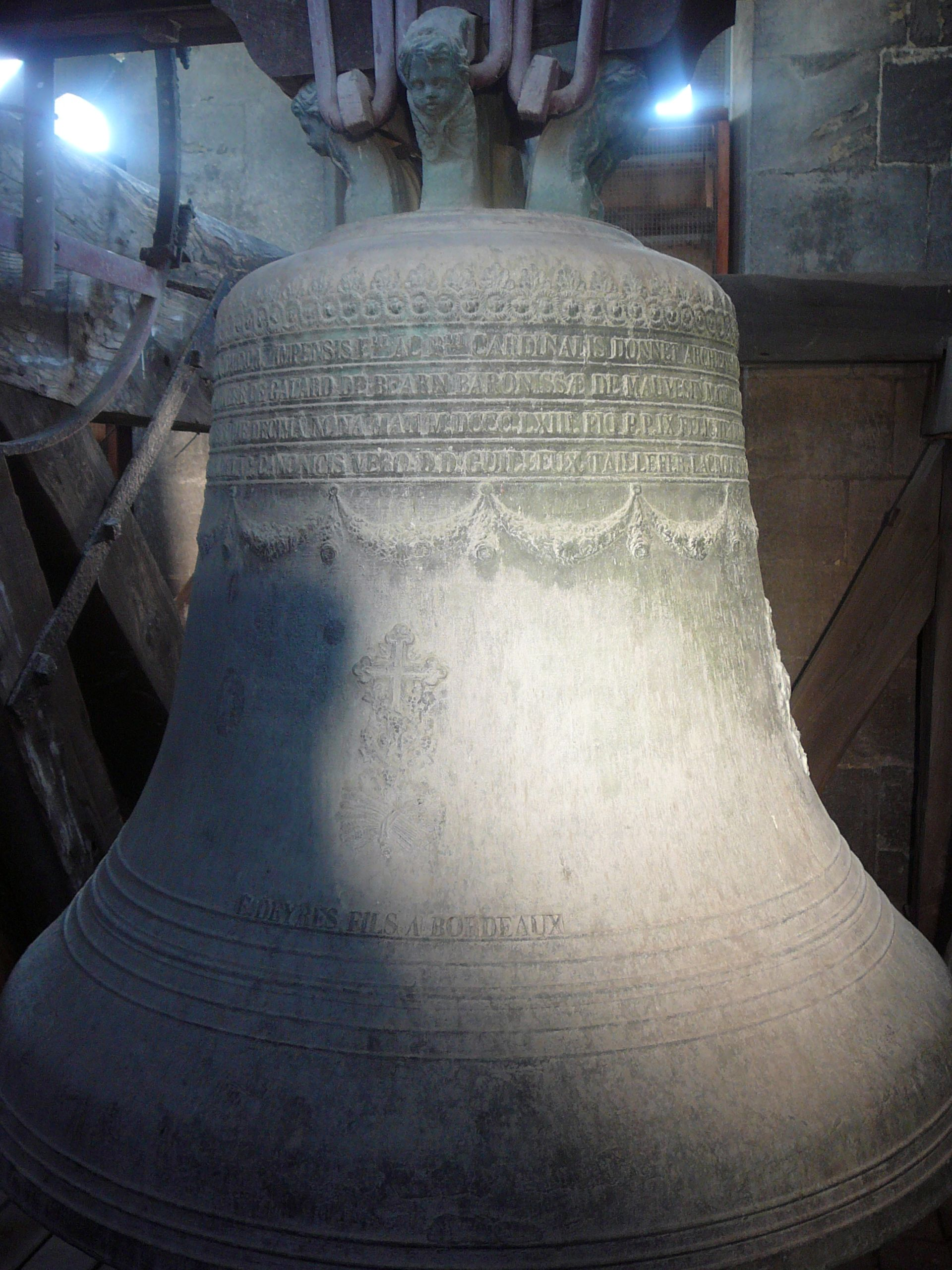
Ferdinand, cloche de la Tour Pey-Berland (Bordeaux).
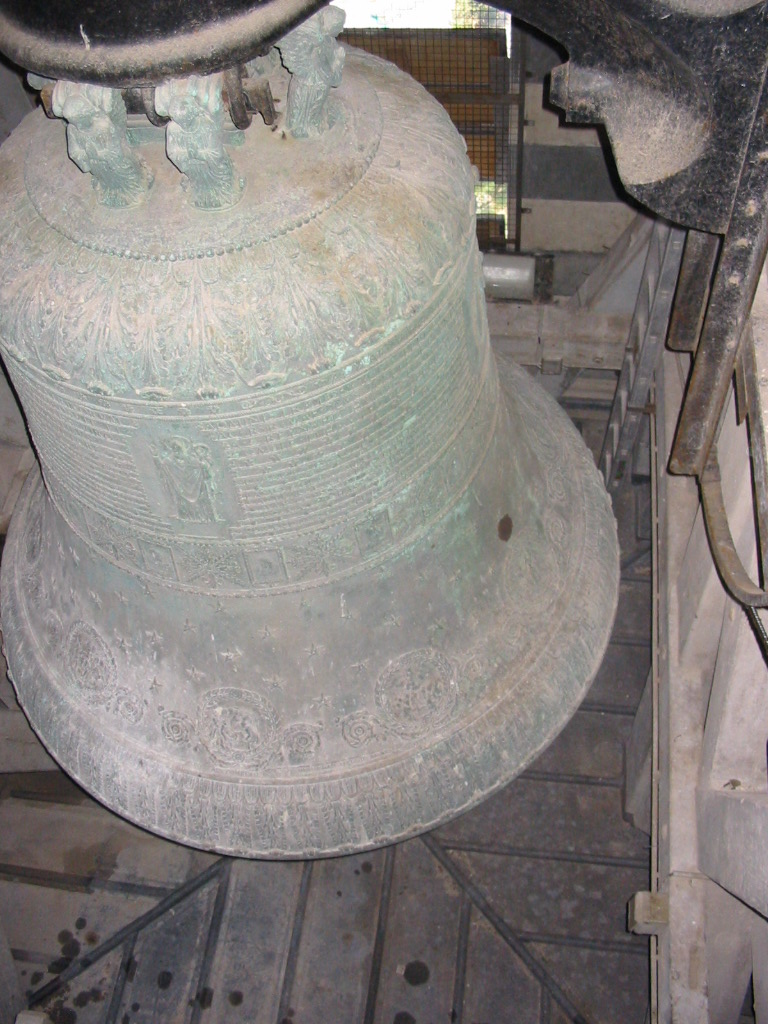
Marie-Joséphine, bourdon de la Basilique Notre-Dame-de-la-Garde (Marseille).
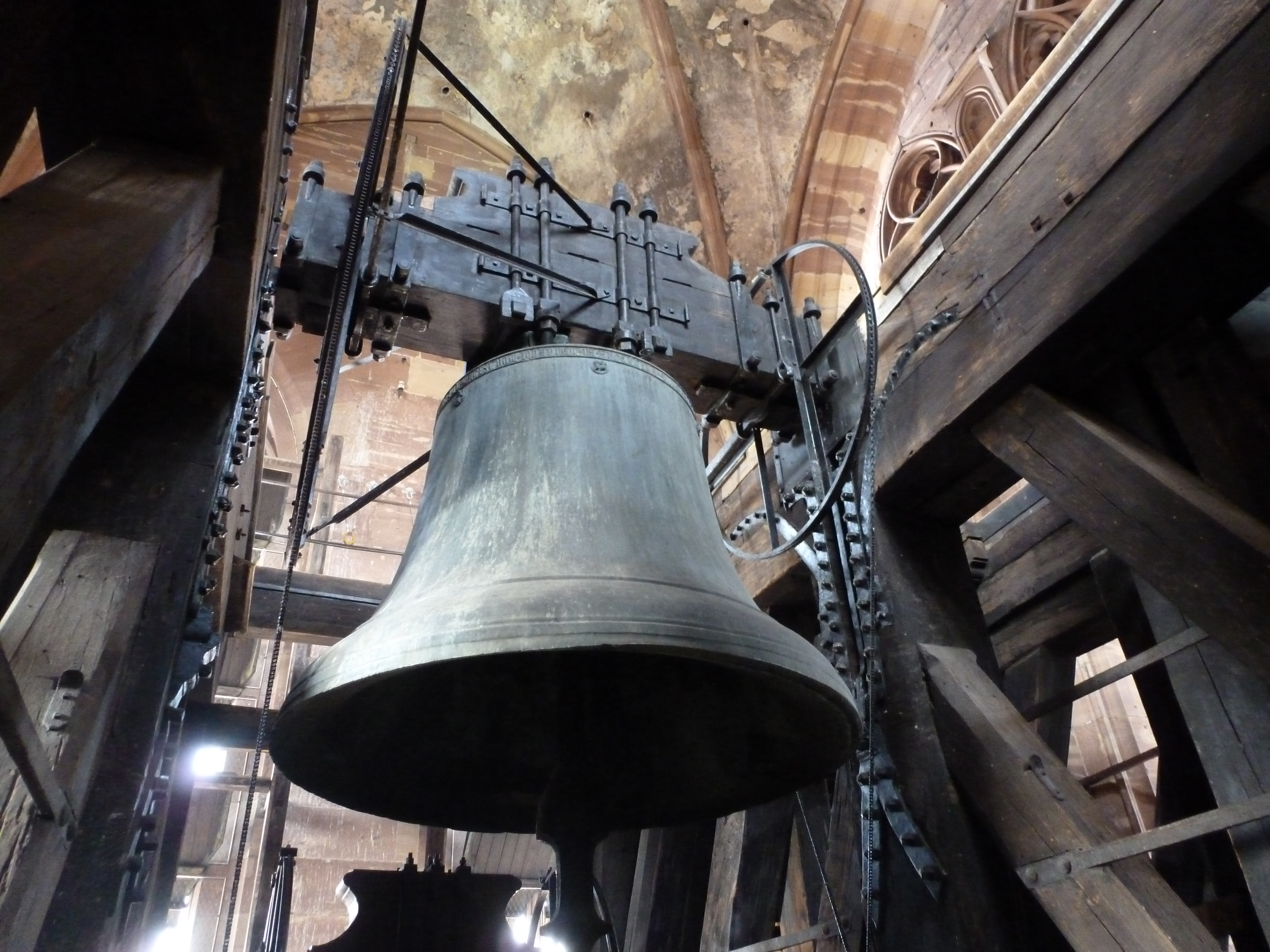
Le Bourdon Totenglocke, situé dans le beffroi centre de la Cathédrale Notre-Dame de Strasbourg.
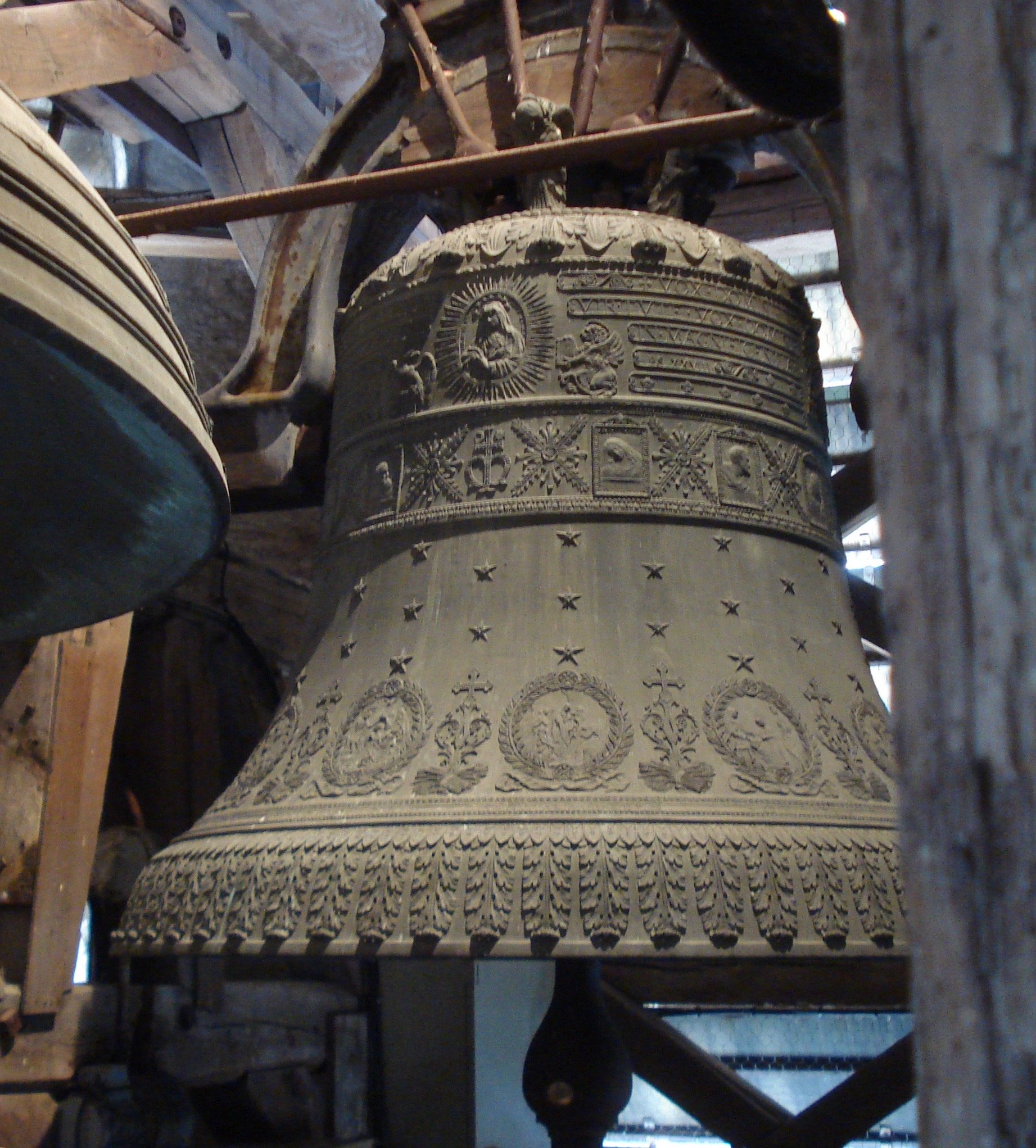
Le bourdon Marie-Charlotte de la cocathédrale de Bourg-en-Bresse.

### Bourdons de5 à 6 tonnes
| Nom                       | Édifice                                            | Lieu                                       | Poids en kg | Note (éventuelle justesse en 16e de ton) | Date | Fondeur                                                 |
| ------------------------- | -------------------------------------------------- | ------------------------------------------ | ----------- | ---------------------------------------- | ---- | ------------------------------------------------------- |
| Le Christ et l'Église     | Collégiale Saint-Martin                            | Colmar                                     | +05 859,    | sol 2                                    | 1990 | Allemagne                                               |
| Bourdon                   | Église Notre-Dame                                  | Vitré (Ille-et-Vilaine)                    | +05 800,    | sol 2                                    | 1889 | Bollée (Le Mans)                                        |
| Maximin                   | Église Saint-Maximin                               | Thionville                                 | +05 740,    | sol 2                                    | 1921 | Georges Farnier à Robécourt (Vosges)                    |
| Jeanne Antoinette         | Cathédrale Saint-Pierre-et-Saint-Paul              | Nantes                                     | +05 650,    | fa 2                                     | 1841 | Bollée frères (Le Mans)                                 |
| Joyeuse                   | Beffroi                                            | Douai                                      | +05 500,    | la 2                                     | 1924 | Wauthy à Sin-le-Noble (Nord)                            |
| Gros bourdon · Classé MH  | Cathédrale Notre-Dame                              | Verdun                                     | +05 300,    | sol 2                                    | 1756 | Pierre Guillemin à Breuvannes-en-Bassigny (Haute-Marne) |
| Saint-Pierre              | Cathédrale Notre-Dame                              | Rodez                                      | +05 299,    | fa 2                                     | 1843 | Gédéon Morel (Lyon)                                     |
| Julienne                  | Cathédrale Notre-Dame                              | Saint-Omer                                 | +05 520,    | la 2                                     | 1920 | Wauthy (Douai)                                          |
| Henri                     | Cathédrale Saint-Charles-Borromée de Saint-Étienne | Saint-Étienne                              | +05 200,    | sol 2 + 46⁄100                           | 1934 | Fonderie Paccard à Annecy-le-Vieux                      |
| Bourdon                   | Abbaye Notre-Dame de l'Espérance                   | Tarasteix (Hautes-Pyrénées)                | +05 200,    | la 2                                     | 1983 | Bollée                                                  |
| Romain                    | Cathédrale Notre-Dame                              | Rouen                                      | +05 200,    | sol 2                                    | 2015 | Paccard à Sévrier (Haute-Savoie)                        |
| Grand bourdon             | Temple Saint-Étienne                               | Mulhouse                                   | +05 200,    | sol 2                                    | 1867 | Jakob Keller (Zürich)                                   |
| Eugène-Anatole-Éléonore   | Basilique Sainte-Anne                              | Sainte-Anne-d'Auray (Morbihan)             | +05 120,    | sol 2                                    | 1873 | Adolphe Havard à Villedieu-les-Poêles (Manche)          |
| Grosse cloche             | Carillon de la Sainte-Chapelle du château          | Chambéry                                   | +05 100,    | sol 2                                    | 1993 | Paccard à Sevrier (Haute-Savoie)                        |
| Sainte-Odile              | Basilique du Mont Sainte-Odile                     | Ottrott (Bas-Rhin)                         | +05 003,    | la 2                                     | 1924 | Causard (Colmar)                                        |
| Grosse cloche · Classé MH | Cathédrale Saint-Just et Saint-Pasteur             | Narbonne                                   | +05 000,    | fa 2                                     | 1527 | Jean Largoys (Montauban)                                |
| Thérèse                   | Cathédrale Saint-Étienne                           | Auxerre                                    | +05 000,    | sol 2                                    | 1836 | Cochois                                                 |
| Joseph-Auguste-Edmond     | Basilique Saint-Nicolas                            | Saint-Nicolas-de-Port (Meurthe-et-Moselle) | +05 000,    | sol 2 + 5⁄16                             | 1897 | Ch. Martin (Nancy)                                      |
| Jean Bart                 | Beffroi Saint-Eloi                                 | Dunkerque                                  | +05 000,    | sol 2                                    | 1962 | Alfred Paccard à Sevrier (Haute-Savoie)                 |
| Antoine · Classé MH       | Abbaye de la Trinité                               | Vendôme                                    | +05 000,    | sol 2                                    | 1700 | Jean Aubert                                             |

### Bourdons de4 à 5 tonnes
| Nom                       | Édifice                               | Lieu                                | Poids en kg | Note (éventuelle justesse en 16e de ton) | Date | Fondeur                                                  |
| ------------------------- | ------------------------------------- | ----------------------------------- | ----------- | ---------------------------------------- | ---- | -------------------------------------------------------- |
| Barbe                     | Collégiale Notre-Dame                 | Semur-en-Auxois (Côte-d'Or)         | +04 969,    | sol 2                                    | 1857 |                                                          |
| Le Timbre · Classé MH     | Cathédrale Notre-Dame                 | Chartres                            | +04 900,    | la 2                                     | 1520 | Pierre Savyet                                            |
| Bourdon                   | Église Saint-Martin                   | Masevaux (Haut-Rhin)                | +04 900,    | la 2                                     | 1969 | Schilling F.W. (Heidelberg)                              |
| Léon                      | Cathédrale Saint-Étienne              | Toul                                | +04 884,    | la 2                                     | 1961 | Causard (Colmar)                                         |
| Alphonse                  | Église Saint-Barthélemy               | Gérardmer                           | +04 817,    | sol 2                                    | 1936 | Georges Farnier à Robécourt (Vosges)                     |
| Petrus-Carolus            | Cathédrale Saint-Pierre et Saint-Paul | Troyes                              | +04 800,    | fa 2                                     | 1827 | Cochois à Champigneulles-en-Bassigny (Haute-Marne)       |
| Bourdon                   | Cathédrale Notre-Dame                 | Grenoble                            | +04 753,    | sol 2                                    | 1845 | Burdin Aîné (Lyon)                                       |
| Germaine                  | Cathédrale Notre-Dame                 | Rouen                               | +04 700,    | la 2                                     | 1959 | Henri et Alfred Paccard d'Annecy                         |
| Marie · Classé MH         | Cathédrale Notre-Dame                 | Amiens                              | +04 500,    | la 2                                     | 1736 | Philippe Cavillier père & fils à Carrépuis (Somme)       |
| Marie-Joseph              | Basilique Notre-Dame-du-Roncier       | Josselin (Morbihan)                 | +04 500,    | sol 2                                    | 1925 | Paul Havard à Villedieu-les-Poêles (Manche)              |
| Anne-Charlotte            | Cathédrale Saint-Christophe           | Belfort                             | +04 425,    | sol 2                                    | 1903 |                                                          |
| Bourdon                   | Église Saint-Just                     | Arbois                              | +04 400,    | sol 2                                    | 1846 | Dunand et Cochois (Lons-le-Saunier)                      |
| Bourdon                   | Église Saint-Martin                   | Vitré (Ille-et-Vilaine)             | +04 400,    | sol 2                                    | 1885 | Bollée (Le Mans)                                         |
| Marie II                  | Tour Pey-Berland                      | Bordeaux                            | +04 375,    | la 2                                     | 1853 | Ernest-Sylvain Bollée                                    |
| Marie Claudia Solange     | Église Notre-Dame de l’Assomption     | Vimoutiers                          | +04 305,    | la 2                                     | 1898 | Adolphe Havard à Villedieu-les-Poêles (Manche)           |
| Anselme                   | Abbaye Notre-Dame                     | Le Bec-Hellouin (Seine-Maritime)    | +04 300,    | la 2                                     | 2010 | André Voegelé (Strasbourg) et Frère Michael Reuter       |
| Marie-Clémence            | Église Notre-Dame                     | Beaufort-en-Vallée (Maine-et-Loire) | +04 200,    | sol 2                                    | 1879 | Guillaume (Angers)                                       |
| Raymonde · Classé MH      | Cathédrale Saint-Jean                 | Besançon                            | +04 100,    | la 2                                     | 1787 | Cupillard à Morteau (Doubs)                              |
| Melaine-Jean-Paul-Jacques | Église Notre-Dame-en-Saint-Melaine    | Rennes                              | +04 100,    | sol 2                                    | 1988 | Fonderie Cornille-Havard à Villedieu-les-Poêles (Manche) |
| Amanda                    | Abbaye de Saint-Amand                 | Saint-Amand-les-Eaux                | +04 090,    | la 2                                     | 1640 | Inconnu                                                  |
| Amable                    | Basilique Saint-Amable                | Riom (Puy-de-Dôme)                  | +04 050,    | la 2                                     | 1865 | Pierre Baudoin (Riom)                                    |
| Saint-Nicolas             | Église Saint-Nicolas                  | Châteaubriant (Loire-Atlantique)    | +04 027,    | la 2                                     | 1895 | Bollée (Le Mans)                                         |
| François                  | Cathédrale Saint-Pierre               | Montpellier                         | +04 000,    | sol 2                                    | 1867 | Crouzet-Hildebrand (Paris)                               |
| Grand bourdon             | Cathédrale Saint-Étienne              | Saint-Brieuc                        | +04 000,    | la 2                                     | 1952 | Cornille-Havard à Villedieu-les-Poêles (Manche)          |
| Marie Françoise           | Basilique de la Visitation            | Annecy                              | +04 000,    | la 2                                     | 1926 | Les Fils de G. Paccard à Sevrier (Haute-Savoie)          |

### Bourdons de3 à 4 tonnes
| Nom                                                  | Édifice                                   | Lieu                    | Poids en kg | Note (éventuelle justesse en 16e de ton) | Date        | Fondeur                                                 |
| ---------------------------------------------------- | ----------------------------------------- | ----------------------- | ----------- | ---------------------------------------- | ----------- | ------------------------------------------------------- |
| Marie                                                | Cathédrale Saint-Nazaire                  | Béziers                 | +03 983,    | la 2                                     | 1939        | Granier à Hérépian (Hérault)                            |
| Marie                                                | Cathédrale Saint-Pierre                   | Rennes                  | +03 950,    | la 2                                     | 1934        | Paccard à Sevrier (Haute-Savoie)                        |
| Bourdon                                              | Église Notre-Dame-de-l'Assomption         | La Ferté Macé (Orne)    | +03 917,    | la 2                                     | 1901        | Bollée (Le Mans)                                        |
| Marie-Charlotte                                      | Cocathédrale Notre-Dame-de-l'Annonciation | Bourg-en-Bresse         | +03 953,    | sol 2                                    | 1854        | Gédéon Morel (Lyon)                                     |
| Étienne-Florian                                      | Cathédrale Saint-Étienne                  | Toulouse                | +03 901,    | la 2 + 7⁄16                              | 1876        | Amans Lévêque (Toulouse)                                |
| Saints Jean Baptiste et Jean l'Évangéliste           | Cathédrale Notre-Dame                     | Strasbourg              | +03 900,    | si 2                                     | 1976        | Fonderie d'Heidelberg (ex. Schilling)                   |
| Marie-Colette-Étienne                                | Collégiale Notre-Dame                     | Dole (Jura)             | +03 833,    | la 2                                     | 1955        | Paccard à Sevrier (Haute-Savoie)                        |
| Sophie-Françoise                                     | Cathédrale Notre-Dame                     | Bayeux                  | +03 800,    | la 2                                     | 1858        | Paul Havard à Villedieu-les-Poêles (Manche)             |
| 2e bourdon · Classé MH                               | Cathédrale Notre-Dame                     | Verdun                  | +03 800,    | la 2                                     | 1756        | Pierre Guillemin à Breuvannes-en-Bassigny (Haute-Marne) |
| Saint-Jacques                                        | Cathédrale Sainte-Marie                   | Bayonne                 | +03 640,    | la 2                                     | 2003        | Cornille-Havard à Villedieu-les-Poêles (Manche)         |
| Bourdon                                              | Église Saint-Thomas                       | Strasbourg              | +03 625,    | la 2 + 11⁄16                             | 1783        | Mathieu III Edel, (Strasbourg)                          |
| Firmine-Mathilde                                     | Cathédrale Notre-Dame                     | Amiens                  | +03 600,    | si 2                                     | 1903        | Amédée Bollée                                           |
| Thérèse des Missions                                 | Basilique Sainte-Thérèse                  | Lisieux                 | +03 600,    | si 2                                     | 1947        | Paccard à Sevrier (Haute-Savoie)                        |
| Gros Bourdon                                         | Cathédrale Notre-Dame-de-la-Treille       | Lille                   | +03 594,    | la 2                                     | 1869        | Paul Drouot à Sin-le-Noble (Nord)                       |
| Julia-Paule Simone                                   | Cathédrale Saint-Gervais-et-Saint-Protais | Soissons                | +03 505,    | la 2                                     | 1881        | Cavillier père et fils, Carrépuis (Somme)               |
| Marie-Geneviève-Héloïse-Louise                       | Église Notre-Dame                         | Marle                   | +03 500,    | la 2                                     | 1936        | Charles WAUTHY à Sin-le-Noble (Nord)                    |
| Claude                                               | Cathédrale Saint-Bénigne                  | Dijon                   | +03 500,    | la 2                                     | 1740        | Guillot & Mahuet                                        |
| Augustine Marie                                      | Notre Dame et Saint Vaast                 | Arras                   | +03 500,    | si 2                                     | Inconnu     | Bollée (le Mans)                                        |
| La Marthe · Classé MH                                | Cathédrale Saint-Lazare d'Autun           | Autun                   | +03 500,    | si 2                                     | 1476        |                                                         |
| Henri Zita                                           | Cathédrale Saint-Étienne                  | Bourges                 | +03 471,    | la 2                                     | 1933        | Paccard (Annecy)                                        |
| Pierre                                               | Cathédrale Notre-Dame                     | Évreux                  | +03 450,    | la 2                                     | 1967        | Cornille-Havard à Villedieu-les-Poêles (Manche)         |
| Laud                                                 | Église Notre-Dame                         | Saint-Lô                | +03 400,    | si 2                                     | 2004        | Cornille-Havard à Villedieu-les-Poêles (Manche)         |
| ??                                                   | Église Sainte-Anne                        | Turckheim (Haut-Rhin)   | +03 300,    | la 2                                     | 2017        | Cornille-Havard à Villedieu-les-Poêles (Manche)         |
| Marie-Thérèse                                        | Église Notre-Dame de l'Assomption         | Guyans-Vennes (Doubs)   | +03 300,    | la 2                                     | 1951        | Paccard à Sevrier (Haute-Savoie)                        |
| Joseph                                               | Église Notre-Dame-de-Victoire             | Lorient                 | +03 300,    | la 2                                     | 1956        | Cornille-Havard à Villedieu-les-Poêles (Manche)         |
| Bourdon                                              | Collégiale Saint-Lazare                   | Avallon                 | +03 300,    | la 2                                     | Inconnu     |                                                         |
| Sacré-Cœur                                           | Église Saint-Martin                       | Janzé (Ille-et-Vilaine) | +03 300,    | la 2                                     | 1888        | Bollée (Le Mans)                                        |
| Marie-Clothilde                                      | Abbaye Saint-Michel                       | Saint-Mihiel            | +03 282,    | si 2                                     | 1919        | Georges Farnier à Robécourt (Vosges)                    |
| Paulus Anna                                          | Cathédrale Saint-Pierre et Saint-Paul     | Troyes                  | +03 269,    | sol 2                                    | 1813        | Cochois, Goussel, Jacquot et Mutel                      |
| Cécile                                               | Cathédrale Notre-Dame                     | Rouen                   | +03 250,    | si 2                                     | 2015        | Paccard à Sévrier (Haute-Savoie)                        |
| Marie                                                | Cathédrale Saint-Étienne                  | Meaux                   | +03 214,    | la 2                                     | 1959        | Dutot et cie                                            |
| Jean-Baptiste                                        | Église Saint-Jean-Baptiste                | Megève                  | +03 200,    | la 2                                     | 1886        | G&F Paccard à Sevrier (Haute-Savoie)                    |
| Jacques                                              | Collégiale Saint-Jacques                  | Sallanches              | +03 200,    | la 2                                     | 1846        | C&J-P Paccard à Sevrier (Haute-Savoie)                  |
| Osanna                                               | Collégiale Saint-Thiébaut                 | Thann (Haut-Rhin)       | +03 200,    | do 3                                     | 1467        | Hans et Ludwig Peiger                                   |
| Florus                                               | Cathédrale Saint-Pierre                   | Saint-Flour             | +03 156,    | si 2                                     | 1881        | Fonderie Reynaud (Lyon)                                 |
| Hugues de Morville                                   | Cathédrale Notre Dame                     | Coutances               | +03 175,    | la 2                                     | 1754        | C. le Picard                                            |
| Petit bourdon                                        | Cathédrale Saint-Étienne                  | Metz                    | +03 100,    | la 2                                     | 1665        | Gaultier & Guyot                                        |
| Esther Toussainte                                    | Église Notre-Dame                         | Vitré                   | +03 093,    | si 2                                     | 1850        | Bollée (le Mans)                                        |
| Saint-Georges                                        | Église Saint-Georges                      | Sélestat (Bas-Rhin)     | +03 060,    | do 3                                     | 1879 (1599) |                                                         |
| Anna Theophile Marie Pierre Paul Georgette Hippolyte | Église Notre-Dame-des-Champs              | Avranches               | +03 500,    | si 2                                     | 1935        | A.Blanchet à Paris                                      |
| Valérien                                             | Cathédrale Sainte-Cécile                  | Albi                    | +03 020,    | la 2                                     | 1879        | Lévêque Amans (Toulouse)                                |
| Le Gros Bourdon                                      | Église Notre-Dame-de-l'Assomption         | Samoëns (Haute-Savoie)  | +03 000,    | la 2                                     | 1810        | Samuel Croix (Annecy)                                   |
| Charles                                              | Cathédrale Saint-Pierre                   | Montpellier             | +03 000,    | la 2                                     | 1867        | Crouzet-Hildebrand (Paris)                              |
| Bourdon                                              | Église Saint-Étienne                      | Charquemont (Doubs)     | +03 000,(?) | la 2                                     | Inconnu     | Paccard à Sevrier (Haute-Savoie)                        |
| Marie                                                | Église Saint-Jean-Baptiste                | Hirsingue (Haut-Rhin)   | +03 000,    | la 2                                     | 1863        | Jules Robert (Nancy)                                    |
| Grosse cloche ou Quiriace · Classé MH                | Tour César                                | Provins                 | +03 000,    | −                                        | 1511        |                                                         |

### Bourdons de2 à 3 tonnes
| Nom                                                     | Édifice                                        | Lieu                           | Poids en kg        | Note (éventuelle justesse en 16e de ton) | Date | Fondeur                                                  |
| ------------------------------------------------------- | ---------------------------------------------- | ------------------------------ | ------------------ | ---------------------------------------- | ---- | -------------------------------------------------------- |
| Marie Anne Joséphine Henriette Maclovie ou le Gros-Malo | Église Saint-Malo                              | Dinan                          | +02 980,           | sol 2                                    | 1869 | Viel-Tétrel (Villedieu-les-Poêles)                       |
| Marie Reine de France                                   |                                                | Soultz-Haut-Rhin               | +02 950,           | si 2                                     | 1962 | Causard à Colmar                                         |
| Marie                                                   |                                                | Saint Omer                     | +02 950,           | si 2                                     | 1852 | Petitfour (Arbot)                                        |
| Léonie-Marie-Thérèse                                    | Cathédrale Notre-Dame                          | Laon                           | +02 850,           | si 2                                     | 1927 | Fonderie Paccard                                         |
| Marie-Augustine-Virginie                                | Église de l'Assomption                         | Les Fourgs (Doubs)             | +02 840,           | la 2                                     | 1865 | Goussel (Metz)                                           |
| Charlotte-Louise                                        | Cathédrale Saint-Jean                          | Besançon                       | +02 806,           | la 2                                     | 1830 | Bournez à Morteau (Doubs)                                |
| Félicie                                                 | Église Notre-Dame                              | Vierzon                        | +02 800,           | la 2                                     | 1899 | Vauthier à Saint-Émilion (Gironde)                       |
| Petit bourdon                                           | Cathédrale Saint-Étienne                       | Saint-Brieuc                   | +02 800,           | si 2                                     | 1834 | Viel-Tétrel et Viel-Ozenne Frères (Villedieu-les-Poêles) |
| Albertine-Célestine                                     | Église Saint-Bénigne                           | Pontarlier                     | +02 800,           | si 2                                     | 1855 | François Humbert à Morteau (Doubs)                       |
| Jeanne-Frédérique                                       | Cathédrale Notre-Dame                          | Bayeux                         | +02 800,           | si 2                                     | 1858 | Paul Havard à Villedieu-les-Poêles (Manche)              |
| Saint-Pierre                                            | Basilique Sainte-Marie-Madeleine               | Vézelay                        | +02 800,           | la 2                                     | 1822 | Cochois à Champigneulles-en-Bassigny (Haute-Marne)       |
|                                                         | Église Notre-Dame                              | Calais                         | +02 800,           | −                                        | 1821 | Inconnu                                                  |
| Louise-Thérèse                                          | Église Saint-Jean-Baptiste                     | Taninges (Haute-Savoie)        | +02 755,           | si 2                                     | 1909 | G&F Paccard à Sevrier (Haute-Savoie)                     |
| Bourdon                                                 | Basilique Saint-François-de-Sales              | Thonon-les-Bains               | +02 750,           | si 2                                     | 1871 | G&F Paccard à Sevrier (Haute-Savoie)                     |
| Sauveterre · Classé MH                                  | Collégiale Notre-Dame-d'Espérance              | Montbrison                     | +02 750,           | do 3                                     | 1502 |                                                          |
| Jacques                                                 | Basilique Saint-Amable                         | Riom                           | +02 737,           | si 2                                     | 1816 | Jean-Baptiste Decharme                                   |
| Françoise-Alexandrine                                   | Cathédrale Notre-Dame                          | Le Havre                       | +02 700,           | si 2                                     | 1822 | Maire & Cartenet                                         |
| Bourdon                                                 | Église abbatiale Sainte-Trinité                | La Lucerne-d'Outremer (Manche) | +02 700,(?)        | la 2                                     | 1969 | Cornille-Havard à Villedieu-les-Poêles (Manche)          |
| Sophie                                                  | Cathédrale Notre-Dame                          | Verdun (Meuse)                 | +02 700,           | si 2                                     | 1874 | Farnier-Bulteaux                                         |
| Renée Andrée Marie Crepine                              | Cathédrale Saint-Gervais-et-Saint-Protais      | Soissons                       | +02 700,           | si 2                                     | 1924 | Bollée (Orléans)                                         |
| Porte-joie                                              | Cathédrale Saint-Maurice                       | Vienne                         | +02 600,           | si 2                                     | 1929 | Paccard à Sevrier (Haute-Savoie)                         |
| Marie                                                   | Cathédrale Saint-Julien                        | Le Mans                        | +02 580,           | si 2                                     | 1859 | Bollée (Le Mans)                                         |
| Petit bourdon                                           | Cathédrale Notre-Dame-de-la-Treille            | Lille                          | +02 548,           | si 2                                     | 1869 | Paul Drouot à Sin-le-Noble (Nord)                        |
| Marie-Delphine                                          | Abbatiale Saint-Pierre                         | Corbie (Somme)                 | +02 510,           | do 3                                     | 1865 | J. Goussel (Metz)                                        |
| Saint-Joseph                                            | Cathédrale Notre-Dame                          | Chartres                       | +02 500,           | si 2                                     | 1840 | Cavillier frères à Carrépuis (Somme)                     |
| Petit bourdon                                           | Temple Saint-Étienne                           | Mulhouse                       | +02 500, (environ) | si 2                                     | 1867 | Jakob Keller (Zürich)                                    |
| Marguerite                                              | Cathédrale Saint-Étienne                       | Auxerre                        | +02 500,           | si 2                                     | 1841 | Burdin (Lyon)                                            |
| Marie Immaculé                                          |                                                | Lisieux                        | +02 500,           | si 2                                     | 1855 | Bollée (Le Mans)                                         |
| Marie                                                   | Cathédrale Saint-Maurice                       | Angers                         | +02 500,           | do 3                                     | 1848 | Guillaume                                                |
| Marie-Pauline                                           | Église Notre-Dame                              | Bar-le-Duc                     | +02 459,           | si 2                                     | 1845 | Royer                                                    |
| Zehnerglock ou Cloche du couvre-feu                     | Cathédrale Notre-Dame                          | Strasbourg                     | +02 450,           | do 3                                     | 1786 | Matthieu Ⅲ. Edel, (Strasbourg)                           |
| Savinius                                                | Cathédrale Saint-Pierre-et-Saint-Paul          | Troyes                         | +02 437,           | la 2                                     | 1813 | Cochois, Goussel, Jacquot et Mutel                       |
| Marie-Jeanette · Classé MH                              | Cathédrale Saint-Vincent                       | Viviers (Ardèche)              | +02 400,           | si 2                                     | 1847 | Gédéon Morel (Lyon)                                      |
| Gabrielle                                               | Cathédrale Saint Jean                          | Lyon                           | +02 379,           | si 2                                     | 1805 | Frère jean Cadet                                         |
| Victoire                                                | Église Saint-Laurent                           | Ornans (Doubs)                 | +02 365,           | si 2                                     | 1919 | Paccard à Sevrier (Haute-Savoie)                         |
| Marie · Classé MH                                       | Église Saint-Pierre-et-Saint-Paul              | Silly-le-Long (Oise)           | +02 306,           | si 2                                     | 1640 | Nicaise Briot                                            |
| Agnès                                                   | Cathédrale Notre-Dame                          | Rouen                          | +02 300,           | do 3                                     | 1959 | Henri et Alfred Paccard d'Annecy                         |
| Elisabeth                                               | Basilique Saint-Sauveur                        | Dinan                          | +02 300,           | la 2                                     | 1868 | Viel-Tétrel (Villedieu-les-Poêles)                       |
| Notre-Dame                                              | Basilique Notre-Dame-de-l'Immaculée-Conception | Boulogne-sur-Mer               | +02 185,           | do 3                                     | 1854 | Guillaume (Angers)                                       |
| Jeanne Louise Madeleine Eugenie Gervaise                | Cathédrale Saint-Gervais-et-Saint-Protais      | Soissons                       | +02 140,           | do 3                                     | 1924 | Bollée (Orléans)                                         |
| Marguerite-Berthe-Marie                                 | Cathédrale Notre-Dame                          | Laon                           | +02 135,           | do 3                                     | 1927 | Fonderie Paccard                                         |
| Bourdon                                                 | Collégiale Saint-Pierre                        | Douai                          | +02 100,           | −                                        | 1919 | Wauthy à Sin-le-Noble (Nord)                             |
| Suzanne, Emilie, Françoise, Marthe                      | Église Saint-Jean-Baptiste                     | Péronne                        | +02 080,           | do 3                                     | 1931 | Georges Farnier à Robécourt (Vosges)                     |
| Florence                                                |                                                | Verdun                         | +02 000,           | do 3                                     | 1897 | Farnier-Bulteaux & fils                                  |
| Marie                                                   | Cathédrale Saint-Pierre et Saint-Paul          | Troyes                         | +02 000,           | si 2                                     | 1827 | Cochois à Champigneulles-en-Bassigny (Haute-Marne)       |

### Bourdons de masse indéterminée
| Nom                            | Édifice                            | Lieu                          | Poids en kg | Note (éventuelle justesse en 16e de ton) | Date | Fondeur                                                  |
| ------------------------------ | ---------------------------------- | ----------------------------- | ----------- | ---------------------------------------- | ---- | -------------------------------------------------------- |
| Virginie-Constance             | Église Notre-Dame de l'Assomption  | Haut-du-Them (Haute-Saône)    | +01 833,    | si 2 (haut)                              | 1887 | Pataindre à Turenne (Corrèze)                            |
| Bourdon                        | Cathédrale Saint-Charles-Boromée   | Saint-Étienne (Loire)         |             | sol 2                                    |      | Paccard à Sevrier (Haute-Savoie)                         |
| Notre-Dame-de-Lamballe         | Collégiale Notre-Dame              | Lamballe (Côtes-d'Armor)      |             | sol 2                                    | 1869 | Viel-Tétrel à Villedieu-les-Poêles (Manche)              |
| Marie-Rose-Cesarine            | Église Notre-Dame                  | Villedieu-les-Poêles (Manche) | +01 990,    | la 2                                     | 1820 | Béatrix frères et les fils de la veuve Guillaume Viel    |
| Grand Bourdon                  | Église Saint-Michel                | Saint-Brieuc (Côtes-d'Armor)  |             | la 2                                     | 1952 | Cornille-Havard à Villedieu-les-Poêles (Manche)          |
| Deo Gratias (?)                | Basilique Saint-Nicolas            | Nantes (Loire-Atlantique)     |             | la 2                                     | 1882 | Fonderie Astier à Nantes (Loire-Atlantique)              |
| Marie                          | Église Notre-Dame-en-Saint-Melaine | Rennes (Ille-et-Vilaine)      |             | la 2                                     | 1994 | Fonderie Cornille-Havard à Villedieu-les-Poêles (Manche) |
| Le Timbre                      | Église Saint-Eustache              | Paris                         |             | la 2                                     |      |                                                          |
| Réparate Paule Henriette Aimée | Cathédrale Sainte-Réparate         | Nice (Alpes-Maritimes)        | +03 700,    | la 2                                     | 1901 | Fonderie Eugène Baudoin à Marseille (Bouches-du-Rhône)   |
| Petit Bourdon                  | Église Saint-Michel                | Saint-Brieuc (Côtes-d'Armor)  |             | si 2 haut                                | 1868 | Sans doute fondu à Villedieu-les-Poêles (Manche)         |
| Vox Domini in virtute          | Basilique Saint-Nicolas            | Nantes (Loire-Atlantique)     | +07 270,    | mi 2                                     | 1882 | Fonderie Astier à Nantes (Loire-Atlantique)              |
| Petit Bourdon                  | Abbaye Notre-Dame de l'Espérance   | Tarasteix (Hautes-Pyrénées)   | +05 200,    | si 2                                     | 1983 | Bollée, Le Mans (Sarthe)                                 |
| Bourdon                        | Église Saint-Paul                  | Granville (Manche)            |             | si 2                                     | 1898 | Adolphe Havard à Villedieu-les-Poêles (Manche)           |

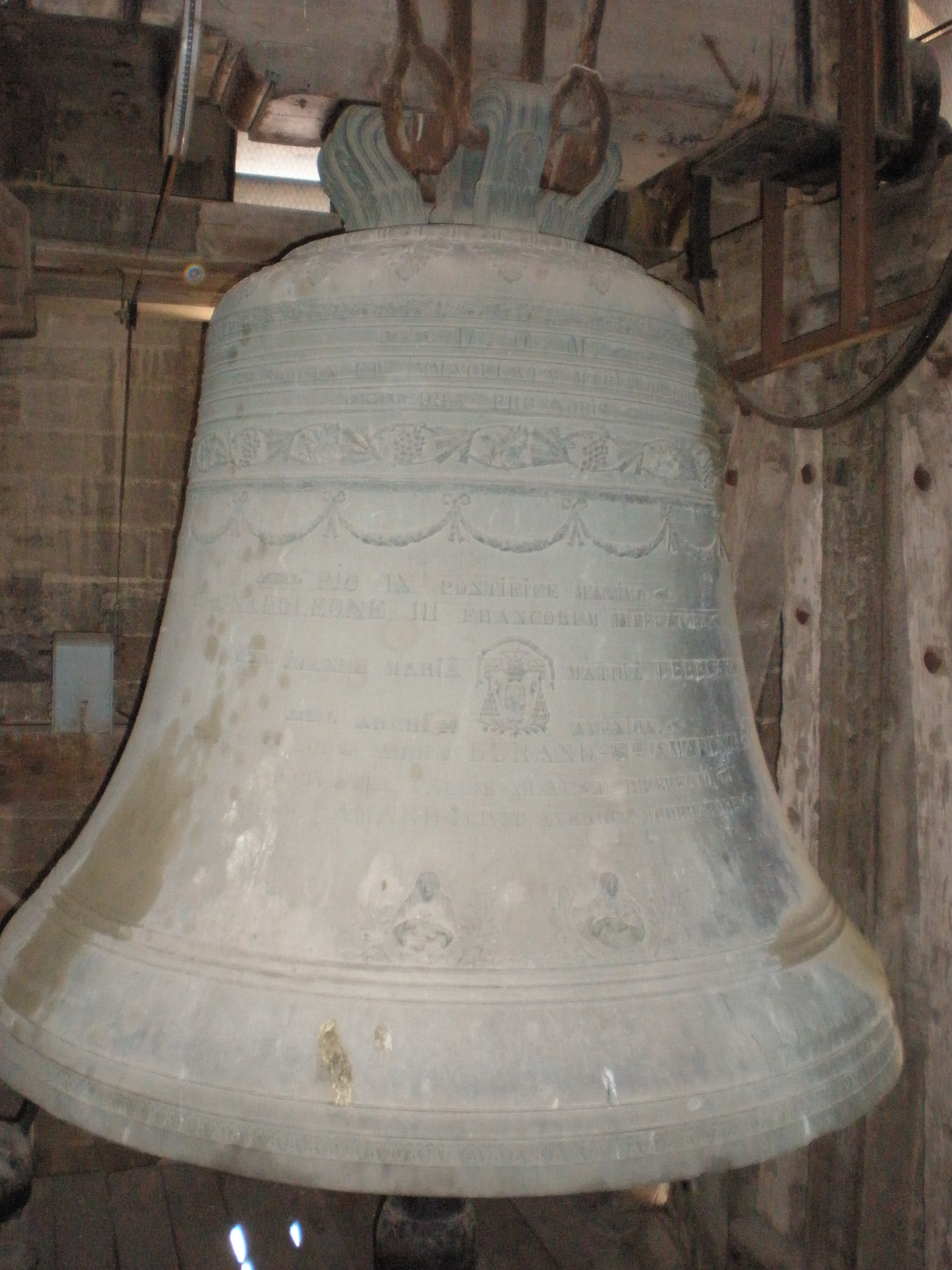
Avignon, Maria de Domnis bourdon de la Cathédrale Notre-Dame-des-Doms.
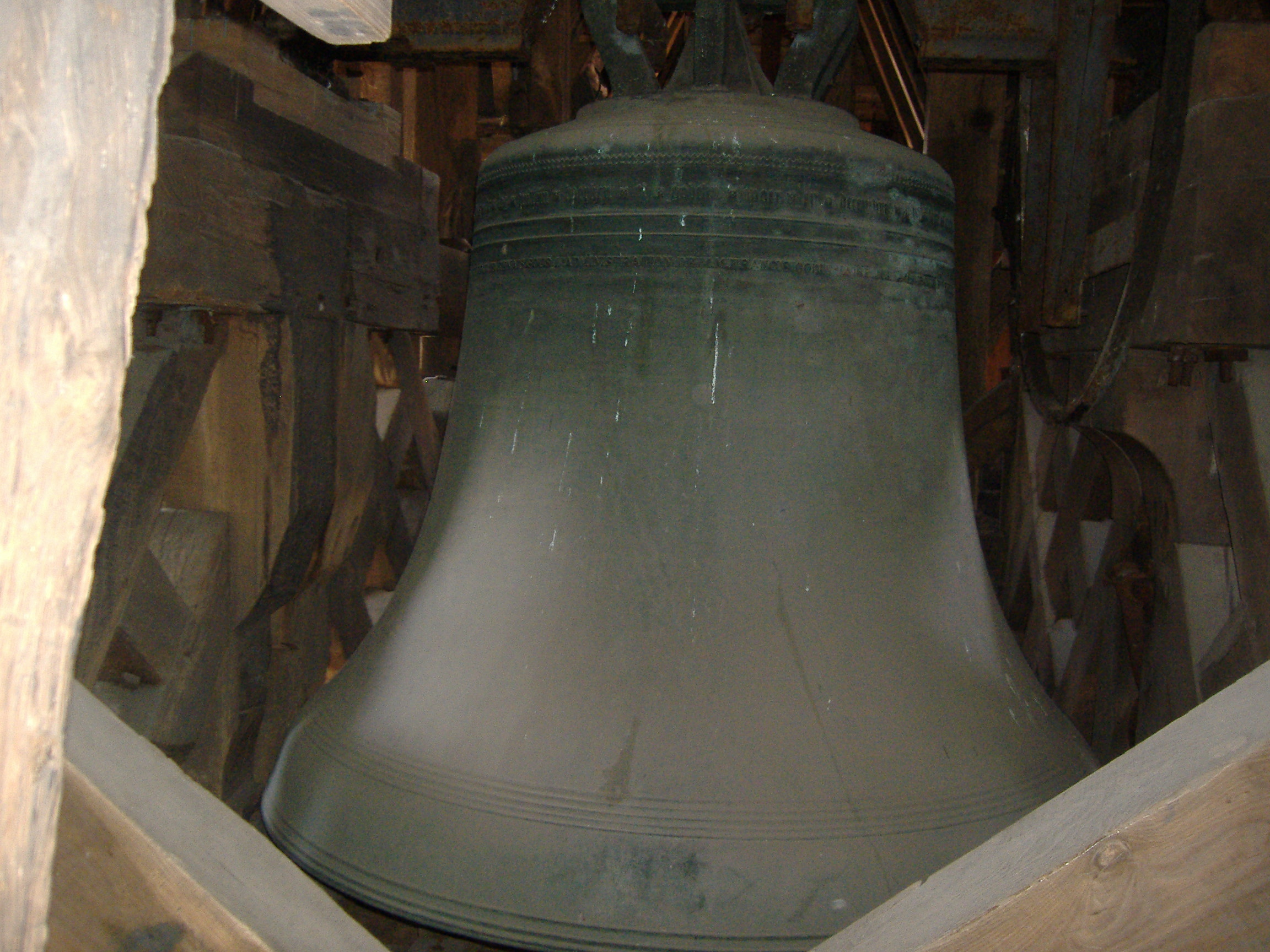
Douai, Joyeuse, bourdon du beffroi.
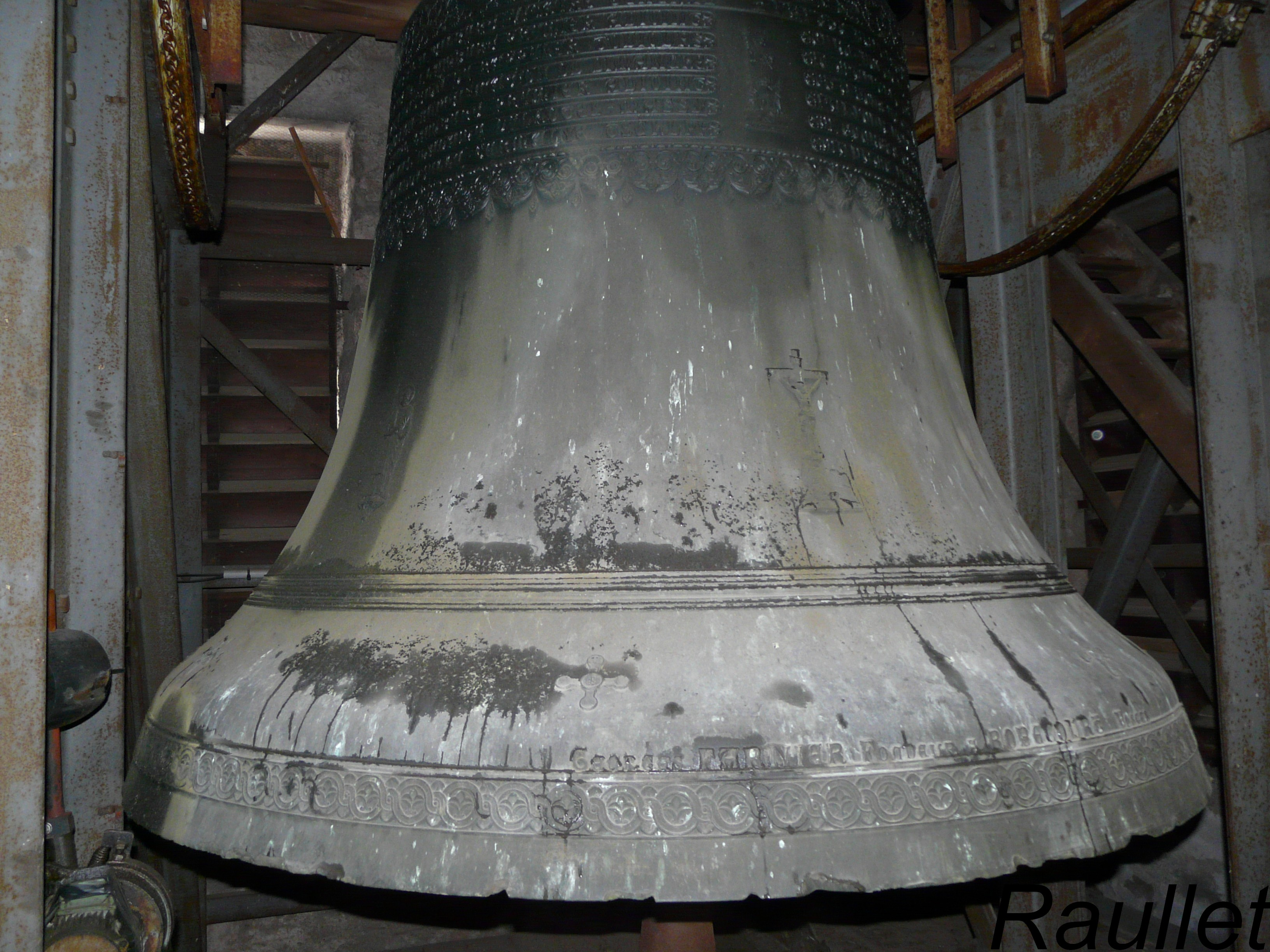
Gérardmer, Alphonse, bourdon de l'église Saint-Barthélémy.
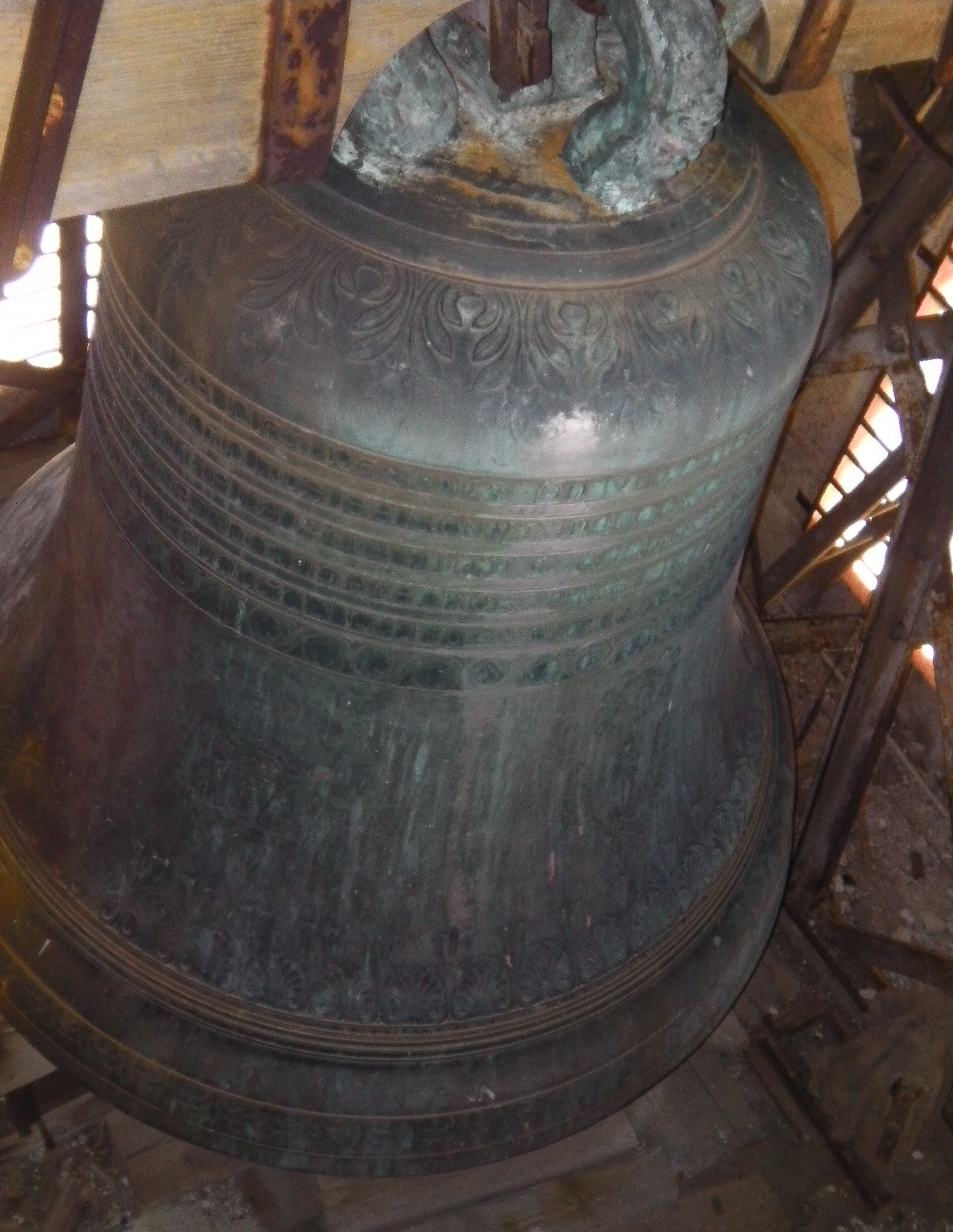
Lalouvesc, Joséphine, bourdon de la Basilique Saint-Régis.
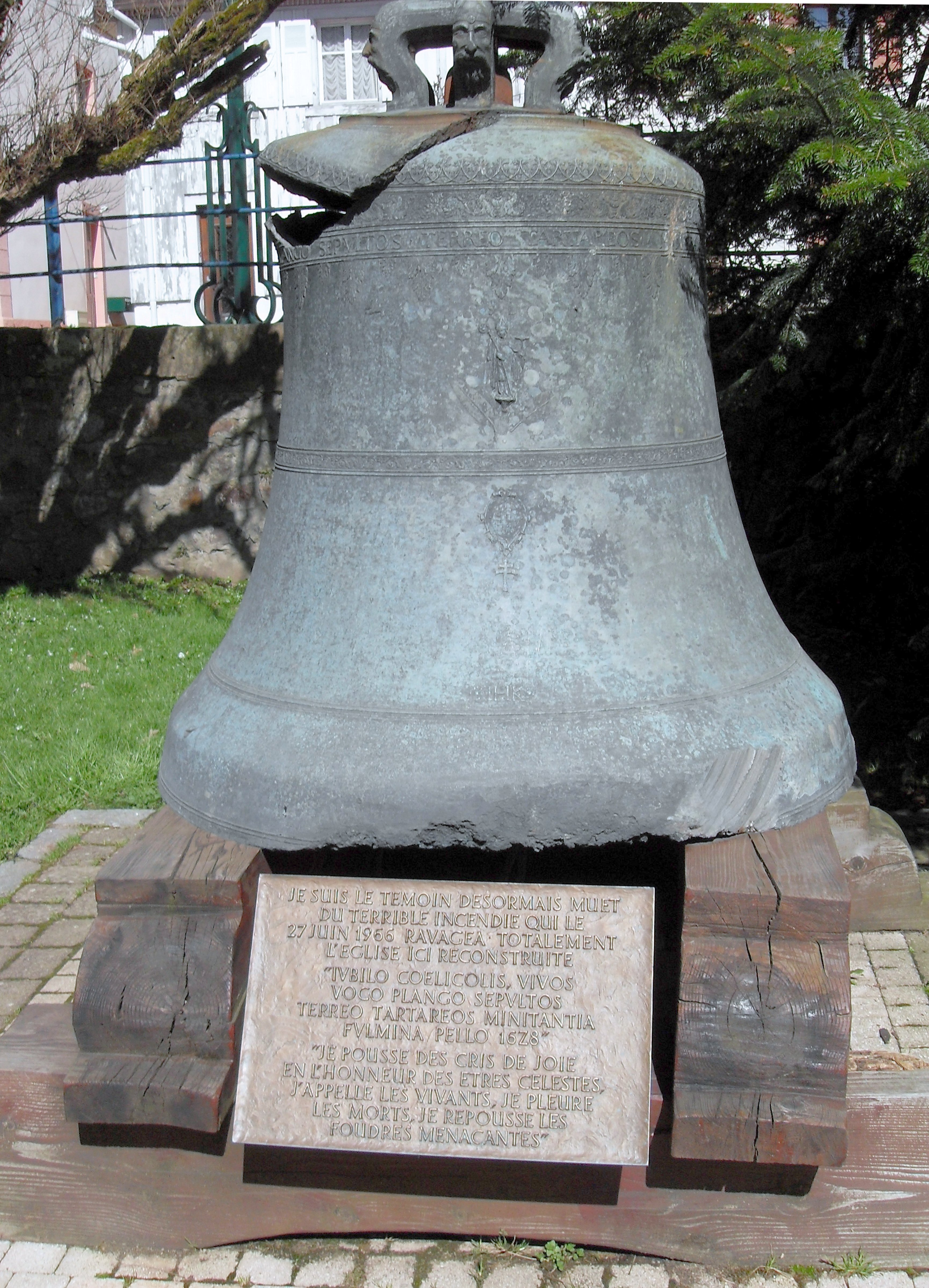
L'ancien bourdon (Christ-Roi), de l'église de Masevaux détruit par l'incendie.

## Les bourdons disparus célèbres de France
| Nom               | Lieu                                              | Masse (en kg)  | Note (diapason de l'époque) | Année        | Disparue       |
| ----------------- | ------------------------------------------------- | -------------- | --------------------------- | ------------ | -------------- |
| Maria Regina      | Cathédrale Notre-Dame de Strasbourg               | environ 20 560 | Réb2                        | 1519         | 1521           |
| Georges d'Amboise | Cathédrale Notre-Dame de Rouen                    | environ 18 000 | Ré2                         | (?)          | (?)            |
| Jeanne d'Arc      | Cathédrale Notre-Dame de Rouen                    | 16 000         | Ré2                         | 1914         | 1944           |
| Gros Bourdon      | Cathédrale Notre-Dame de Chartres                 | 15 000         | Mi2                         | 1789         | 1793           |
| Cardailhac        | Cathédrale Saint-Étienne de Toulouse              | 13 000         | Fa2                         | 1387 et 1531 | 1794           |
| La Non-Pareille   | Cathédrale de Mende                               | environ 13 000 | Fa#2                        | 1516         | 1580           |
| Marie-Firmine     | Beffroi d'Amiens                                  | environ 11 000 | Sol#2                       | 1748         | 1940           |
| Bourdon           | Cathédrale Notre-Dame de Chartres                 | 10 000         | Fa2                         | (?)          | 1793           |
| Bourdon           | Abbaye de Saint-Winoc de Bergues (Nord)           | 8 500          | Mib2                        | 1700         | 1791           |
| Marie             | Cathédrale Notre-Dame de Paris                    | environ 8 000  | Sol2                        | 1472         | (?)            |
| Bourdon           | Cathédrale Notre-Dame de Noyon                    | 4 900          | (?)                         | 1610         | 1793           |
| Bourdon           | Église Saint-Martin de Bergues (Nord)             | 4 000          | Sol#2                       | 1618         | 1793           |
| Messglocke        | Cathédrale Notre-Dame de Strasbourg               | 2 151          | Mib2                        | 1643         | (?)            |
| Saint-Laurent     | Église Saint-Laurent de Wintzenheim               | environ 2 150  | Do2                         | 1919         | 1943           |
| Gabrielle         | Église Notre-Dame-de-Fives de Lille               | environ 2 100  | La2                         | 1997         | 2010           |
| Petit Bourdon     | Abbatiale Saint-Nabor de Saint-Avold (Moselle)    | 2 100          | Sib2                        | 1920         | 1944           |
| Augustine         | Couvent des Augustins puis Cathédrale de Toulouse | 2 914 livres   | (?)                         | vers 1551    | 1876           |
| La Rigaud         | Cathédrale Notre-Dame de Rouen                    | (?)            | Fa2                         | vers 1260    | (?)            |
| Grosse cloche     | Basilique Saint-Epvre de Nancy                    | (?)            | Fa2                         | XVIe         | 1747           |
| Ancienne sonnerie | Église Saint-Nicolas de L'Hôpital (Moselle)       | (?)            | Fa2                         | 1882 et 1922 | 1917 puis 1943 |
| Bancloche         | Cathédrale Saint-Étienne de Toul                  | (?)            | Sol2                        | 1396         | (?)            |
| Ancienne cloche   | Église Saint-Étienne d'Écuelle (Haute-Saône)      | (?)            | Sol2                        | 1412         | 1914           |
| Marie             | timbre de l'horloge de Verdun                     | (?)            | Si2                         | 1301         | 1944           |
| Ancienne cloche   | Basilique Saint-Epvre de Nancy                    | (?)            | Do#3                        | 1576         | 1867           |
| Christ-Roi        | Église Saint-Martin de Masevaux                   | 4000           | Lab2                        | (?)          | 1966           |